# Álvares Florence
Álvares Florence è un comune del Brasile nello Stato di San Paolo, parte della mesoregione di São José do Rio Preto e della microregione di Votuporanga.

## Storia
Il comune è stato creato nel 1948 con legge statale.

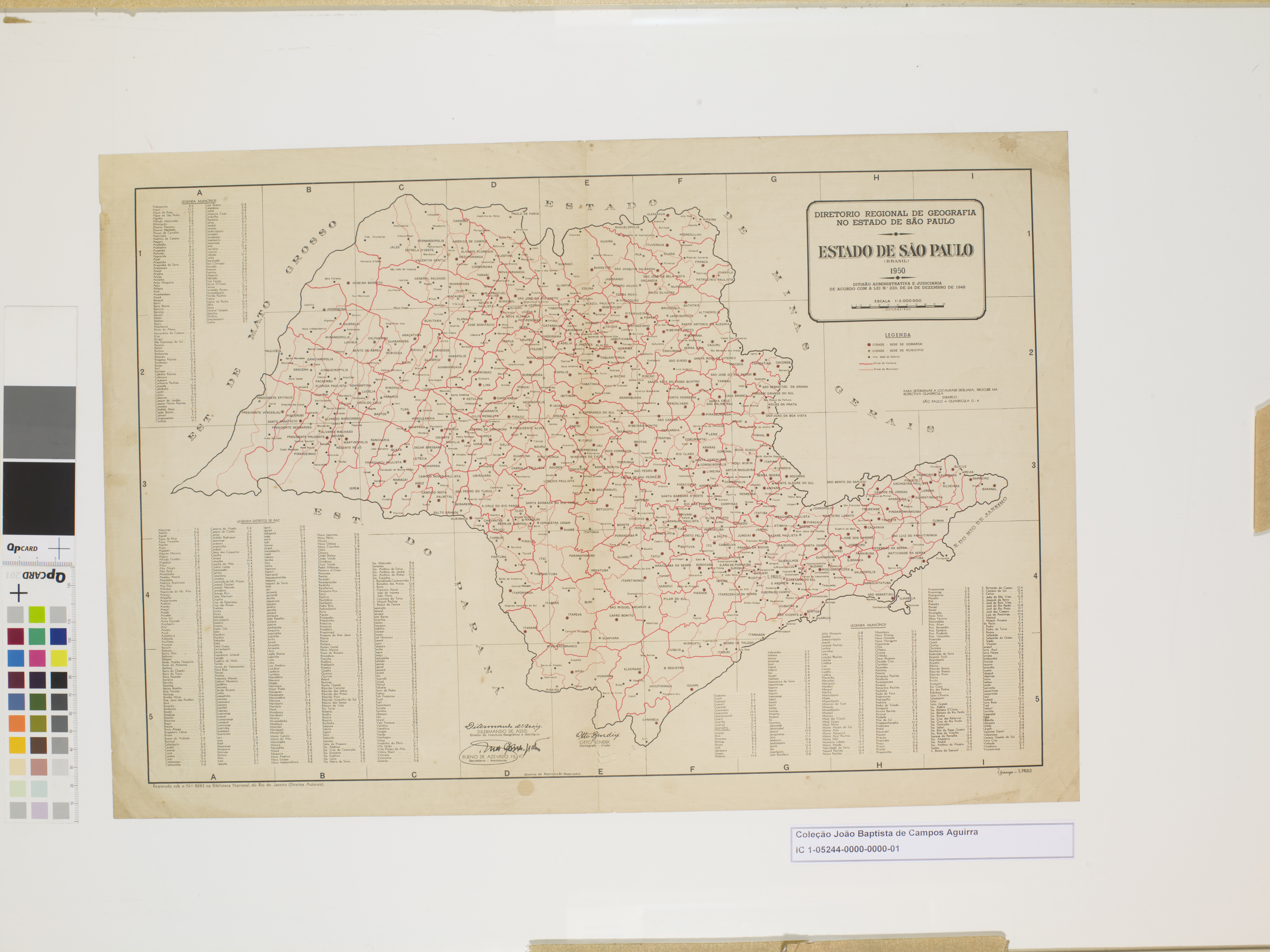
Mappa dello stato di San Paolo (1948).

## Società

### Evoluzione demografica
Abitanti censiti